# Lawrence Collins, Baron Collins of Mapesbury

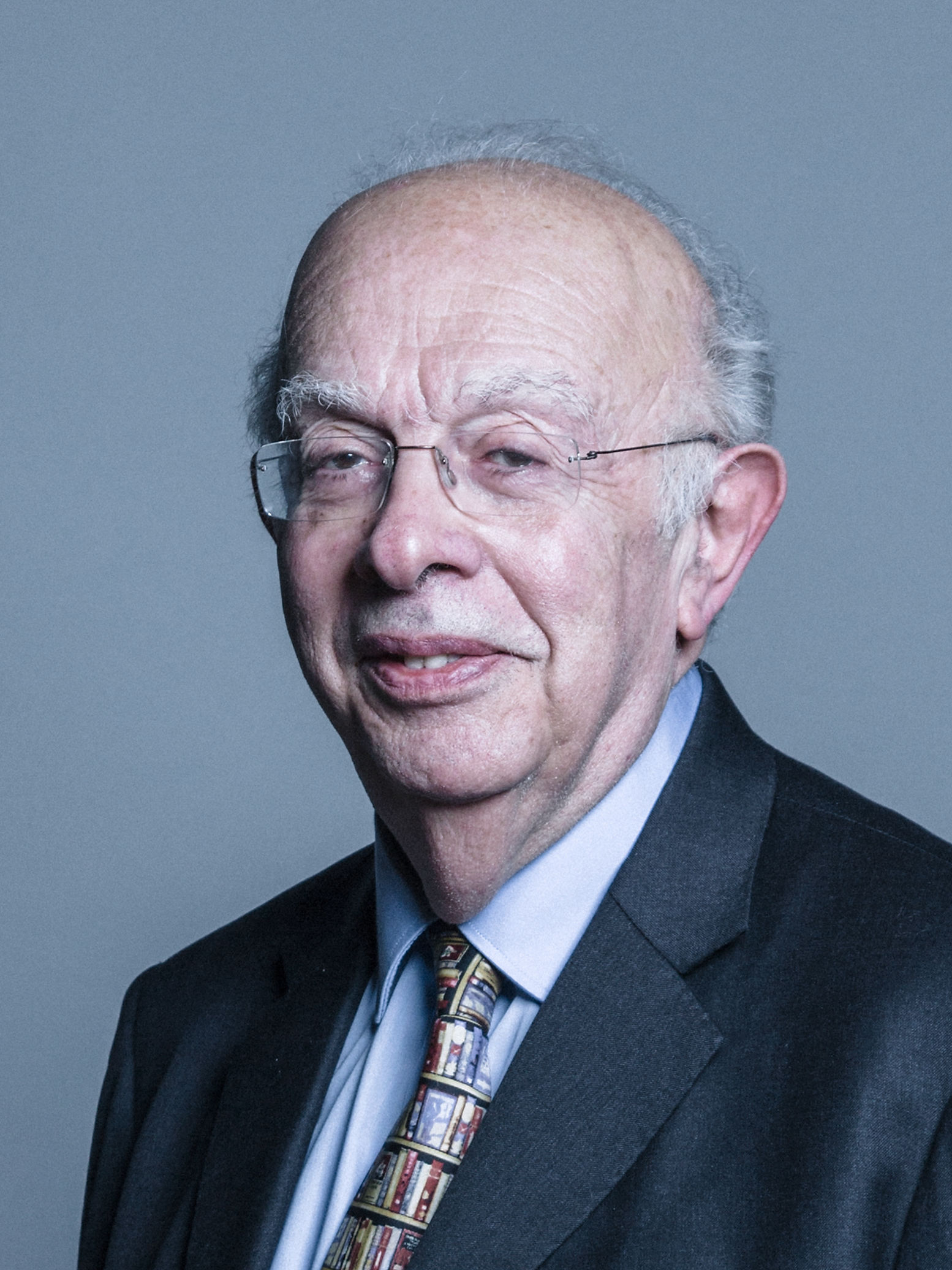
Lawrence Collins, Baron Collins of Mapesbury

Lawrence Antony Collins, Baron Collins of Mapesbury PC, QC, FBA (* 7. Mai 1941) ist ein  britischer Jurist und war von 2009 bis 2011 Richter am Obersten Gerichtshof des Vereinigten Königreichs. Als Life Peer ist er Mitglied im House of Lords.

## Leben und Karriere
Collins wurde am 7. Mai 1941 als Sohn von Sol Collins und Phoebe Barnett geboren. Seine schulische Bildung erhielt er an der City of London School. Von dort wechselte er an das Downing College der University of Cambridge. Dort erwarb er seinen Bachelorabschluss und promovierte danach zum Doktor der Rechtswissenschaften. Den Magister erwarb Collins an der Columbia University.
1968 wurde Collins als Solicitor zugelassen. Von 1971 bis 2000 war er als Partner der Londoner Anwaltskanzlei Herbert Smith tätig und leitete dort von 1995 bis 1998 die Abteilung für Prozessrecht und Schiedsgerichtsverfahren.
Seit 1982 ist Collins Gastprofessor an der Queen Mary University in London. Am 27. März 1997 wurde er von Königin Elisabeth II. zum Kronanwalt ernannt. Damit ist er einer von nur zwei praktizierenden Rechtsanwälten, denen diese Ehre zuteilwurde. Während seiner Arbeit als Anwalt verhandelte er Fälle vor dem englischen Appellationsgericht, dem House of Lords und dem Europäischen Gerichtshof. Zudem beriet er die Regierung Chiles im Auslieferungsverfahren gegen Augusto Pinochet.
Er war von 1995 bis 1998 Vorsitzender (Head) des Litigation and Arbitration Department bei Herbert Smith. Er und Arthur Marriott waren die ersten zwei praktizierenden Solicitors, die am 27. März 1997 zu Queen’s Counsel ernannt wurden. Als Solicitor advocate erschien er für den English Court of Appeal, das Judicial Committee of the House of Lords und den European Court of Justice.

## Tätigkeit als Richter
Von 1997 bis 2000 begleitete Collins das Amt eines Deputy Judge am High Court of Justice. Am 11. Januar 2007 wurde die Ernennung Collins’ als Richter am Court of Appeal bekanntgegeben.
Collins wurde 1997 zum Deputy High Court Judge und wurde am 28. September 2000 Vollzeitrichter in der Chancery Division und verließ Herbert Smith. Er war der erste Solicitor, der zum Richter des High Court of England and Wales direkt von seiner privaten Tätigkeit ernannt wurde und der zweite, der nach Sir Michael Sachs 1993 ernannt wurde, der zuvor nerun Jahre lang Circuit Judge war. Am 22. November 2000 wurde er zum Knight Bachelor geschlagen.
In einem bedeutenden Fall von 2006 ging es um  File sharers, die es ablehnten, eine Einigung mit der British Phonographic Industry zur Zahlung von Tausenden Pfund zu erzielen.
Seine Ernennung zum Lord Justice of Appeal (Richter am Court of Apeal) wurde am 11. Januar 2007 verkündet und er wurde einen Monat später Mitglied des Privy Council. Am 8. April 2009 wurde angekündigt, dass er Leonard Hoffmann, Baron Hoffmann, der am 20. April 2009 in den Ruhestand ging, als Lord of Appeal in Ordinary ersetzen werde. Er ist der erste Solicitor, der ein so hohes Amt in der Justiz besetzte.
Er war seit 1987 Herausgeber (General Editor) von Dicey & Morris, einem der Standardwerke zum Conflict of laws, das ab der 14. Auflage 2006 in Dicey, Morris and Collins umbenannt wurde. Collins ist auch Autor zahlreicher anderer Bücher und Artikel zum internationalen Privatrecht.
2001 wurde er Beisitzender Richter (Bencher) der Anwaltskammer Inner Temple. Seit 2004 ist er Mitglied des Advisory Committee on Private International Law beim Department for Constitutional Affairs/Ministry of Justice.

## Mitgliedschaft im House of Lords
Am 21. April 2009 wurde er als Baron Collins of Mapesbury, of Hampstead Town in the London Borough of Camden, zum Life Peer und Law Lord ernannt. Am 28. April 2009 wurde er offiziell ins House of Lords eingeführt. Von 2007 bis 2009 war er Lord Justice of Appeal. Am 1. Oktober 2009 wurden er und neun andere Lords of Appeal in Ordinary Richter des Supreme Court. Im House of Lords saß er zunächst als Crossbencher.
Von 2009 bis zum Ende seiner Amtszeit am Supreme Court am 7. Mai 2011 war er als Seniorrichter von Abstimmungen im House of Lords ausgeschlossen.
- April bis September 2009: 6 Tage

## Familie
Er heiratete 1983 Sara Shamni, von der er mittlerweile geschieden ist. Sie haben zusammen einen Sohn und eine Tochter.

## Ehrungen
Collins ist Träger des George Long-Prize. 1963 war er McNair Scholar.
Er ist seit 1975 Fellow des Wolfson College und wurde 1994 Fellow der British Academy.
Er ist Mitglied des Institut de Droit International. 2000 wurde er Ehrenmitglied der Law Society of England and Wales.

## Veröffentlichungen
- European community law in the United Kingdom. Butterworths, London 1990, ISBN 0-406-59200-4.
- The conflict of laws: Dicey and Morris on the conflict of laws, 1999, Sweet & Maxwell, London, ISBN 978-0-421-66140-0 (als Herausgeber)